# Oberthal (Oberthal)
Der Ortsteil Oberthal ist der namensgebende Ortsteil der Gemeinde Oberthal im Landkreis St. Wendel im Saarland und bildet einen eigenen Gemeindebezirk.

## Geschichte
Der Ortsteil Oberthal ist aus den ehemaligen eigenständigen Dörfern Imweiler, Osenbach und Linden entstanden. Mit der Verordnung vom 22. September 1823 wurde zum 1. Oktober 1823 der amtliche Name mit "Oberthal" deklariert. Der Ort gehörte von ca. 1200 bis 1766 zum Herzogtum Lothringen, das 1766 im Wege der Erbfolge an das Königreich Frankreich fiel. Durch Vertrag vom 15. November 1786 trat das Königreich Frankreich dieses Gebiet an das Herzogtum Pfalz-Zweibrücken ab (tatsächlicher Übergang im März 1787). Während der französischen Fremdherrschaft bildete Oberthal eine eigene Marie.
Der Bau der Kirche St. Stephanus wurde 1933 fertiggestellt.

### Pfarreizugehörigkeit
Oberthal gehörte vormals zur Pfarrei Bliesen und bildet seit 1803 eine eigene Pfarrei.

## Politik
Der Ortsteil Oberthal bildet einen eigenen Gemeindebezirk.